# Melocanna
Melocanna Trin. é um género botânico pertencente à família Poaceae.

## Sinônimo
- Beesha Kunth (SUI)